# إلين فرانز
إلين فرانز (بالألمانية: Ellen Franz) (و. 1839 – 1923 م) هي ممثلة، وممثلة مسرحية، وعازفة بيانو ألمانية، ولدت في ناومبورغ، تستخدم آلات بيانو، توفيت في ماينينغن، عن عمر يناهز 84 عاماً.